# Бразилия на летних Олимпийских играх 2008
Знаменосцем команды Бразилии на открытии Олимпиады в Пекине стал знаменитый яхтсмен Роберт Шейдт, многократный чемпион мира и двукратный олимпийский чемпион 1996 и 2004.
До начала пекинской Олимпиады на счету бразильских олимпийцев было 17 золотых, 21 серебряная и 38 бронзовых медалей, завоёванных с 1920 года.

## Золото
| Золото |                               |                                           |
| №      | Спортсмен (-ы)                | Вид спорта (дисциплина)                   |
| 1      | Сезар Сьелу                   | Плавание (мужчины, вольный стиль, 50 м)   |
| 2      | Мауренн Магги                 | Лёгкая атлетика (женщины, прыжки в длину) |
| 3      | Сборная Бразилии по волейболу | Волейбол (женский турнир)                 |

## Серебро
| Серебро |                                     |                                          |
| №       | Спортсмен (-ы)                      | Вид спорта (дисциплина)                  |
| 1       | Роберт Шейдт Бруно Прада            | Парусный спорт (мужчины, класс Звёздный) |
| 2       | Женская сборная Бразилии по футболу | Футбол (женский турнир)                  |
| 3       | Марсиу Араужу Фабиу Луис Магальяэш  | Пляжный волейбол (мужчины)               |
| 4       | Сборная Бразилии по волейболу       | Волейбол (мужской турнир)                |

## Бронза
| Бронза |                                |                                          |
| №      | Спортсмен (-ы)                 | Вид спорта (дисциплина)                  |
| 1      | Леандру Гильейру               | Дзюдо (мужчины, до 73 кг)                |
| 2      | Кетлейн Квадрус                | Дзюдо (женщины, до 57 кг)                |
| 3      | Тиагу Камилу                   | Дзюдо (мужчины, до 81 кг)                |
| 4      | Сезар Сьелу                    | Плавание (мужчины, вольный стиль, 100 м) |
| 5      | Фернанда Оливейра Изабель Сван | Парусный спорт (женщины, класс 470)      |
| 6      | Рикардо Сантос Эмануэль Рего   | Пляжный волейбол (мужчины)               |
| 7      | Сборная Бразилии по футболу    | Футбол (мужской турнир)                  |
| 8      | Наталья Фалавинья              | Тхэквондо (женщины, свыше 67 кг)         |

## Результаты соревнований

### Академическая гребля
В следующий раунд из каждого заезда проходили несколько лучших экипажей (в зависимости от дисциплины). В финал A выходили 6 сильнейших экипажей, остальные разыгрывали места в утешительных финалах B-F.
Мужчины
| Соревнование | Спортсмены       | Предварительный заезд | Предварительный заезд | Предварительный заезд | Отборочный заезд | Отборочный заезд | Отборочный заезд | Четвертьфинал | Четвертьфинал | Четвертьфинал | Полуфинал     | Полуфинал     | Полуфинал     | Финал   | Финал   | Итоговое место |
| Соревнование | Спортсмены       | Заезд                 | Время                 | Место                 | Заезд            | Время            | Место            | Заезд         | Время         | Место         | Заезд         | Время         | Место         | Время   | Место   | Итоговое место |
| ------------ | ---------------- | --------------------- | --------------------- | --------------------- | ---------------- | ---------------- | ---------------- | ------------- | ------------- | ------------- | ------------- | ------------- | ------------- | ------- | ------- | -------------- |
| одиночки     | Андерсон Ночетти | 2                     | 7:35,52               | 2 Q                   | Не проводится    | Не проводится    | Не проводится    | 2             | 7:23,68       | 5             | Полуфинал C/D | Полуфинал C/D | Полуфинал C/D | Финал C | Финал C | 14             |
| одиночки     | Андерсон Ночетти | 2                     | 7:35,52               | 2 Q                   | Не проводится    | Не проводится    | Не проводится    | 2             | 7:23,68       | 5             | 2             | 7:18,78       | 3             | 7:01,54 | 2       | 14             |

### Теннис
Мужчины
| Соревнование  | Спортсмены            | 1/32 финала        | 1/16 финала                                | 1/8 финала                             | Четвертьфинал         | Полуфинал             | Финал                 | Место                 |
| Соревнование  | Спортсмены            | Соперник Результат | Соперник Результат                         | Соперник Результат                     | Соперник Результат    | Соперник Результат    | Соперник Результат    | Место                 |
| ------------- | --------------------- | ------------------ | ------------------------------------------ | -------------------------------------- | --------------------- | --------------------- | --------------------- | --------------------- |
| парный разряд | Марсело Мело Андре Са | не проводится      | CZEТ. Бердых / Р. Штепанек В 5:7, 6:2, 8:6 | INDМ. Бхупати / Л. Паес (7) П 4:6, 2:6 | завершили выступление | завершили выступление | завершили выступление | завершили выступление |